# Debustrol
Debustrol ist eine tschechische Thrash-Metal-Band aus Mladá Boleslav, die im Jahr 1986 gegründet wurde. Die Band spielte unter anderem zusammen mit Destruction, Rammstein, Clawfinger, Iron Maiden und Municipal Waste.

## Geschichte
Die Band wurde im Jahr 1986 von Sänger und Gitarrist Kolins und Schlagzeuger Martin Melmus gegründet. Etwas später kam Bassist Charvos zur Besetzung. Im Jahr 1987 kam Trifid als zweiter Gitarrist hinzu. Im November desselben Jahres nahm die Band am regional stattfindenden Rockfest teil, das über 500 Besucher verzeichnen konnte. Im selben Jahr erschien außerdem das erste Demo Nukleární pozdravy. Nachdem im Jahr 1988 Cizák als neuer Bassist zur Band gekommen war, nahm die Gruppe das Demo Vyznání smrti auf, das noch im selben Jahr erschien. Im Jahr 1991 kam Michal Trůka als neuer Schlagzeuger zur Band, woraufhin ein Auftritt auf dem Metal Massacre Festival in Litvínov folgte. Danach begab sich die Band nach Ostrava, um Aufnahmen für die Kompilation Ultra Metal aufzuzeichnen, wo sie auch mit Produzent Miloš Doležal in Kontakt kam. Im November 1990 nahm die Band dann ihr Debütalbum auf, das im Jahr 1991 über Monitor Records unter dem Namen Neuropatolog erschien. Als Single wurde Údolí Hádu veröffentlicht, wofür ebenfalls ein Musikvideo erstellt wurde. Danach kam Alan Reisich als neuer Schlagzeuger zur Band, ehe das Live-Album Protest Live! erschien.
Im Jahr 1992 erschien über Monitor Records das zweite Album Svět co zatočí s tebou. Für die gleichnamige Single wurde außerdem noch ein Musikvideo erstellt. 1994 schloss sich das dritte Album Chytrá past über Popron Music an. Für das Lied Něco mi schází wurde außerdem ein Musikvideo erstellt. Nach der Fertigstellung des Albums kam Herr Miler als neuer Schlagzeuger zur Band. Im Jahr 1995 bereitete sich die Band auf ein neues Album vor, das noch im selben Jahr unter dem Namen Vyhlazení über Monitor Records erschien. Zur Veröffentlichung des Albums trat die Band als Vorgruppe für Destruction auf ihrer Tour durch Tschechien auf. Zudem folgte ein Auftritt zusammen mit Rammstein und Clawfinger. Gegen Ende des Jahres 1996 feierte die Band ihr zehnjähriges Bestehen mit einem Auftritt im Club Barča in Prag. Anfang des nächsten Jahres wurden Trifid und Cizák durch Gitarrist Martin Volák und Bassist Zed. 1998 folgte mit Pád do hrobu mrtvol das nächste Album über Happy Music. Danach folgten diverse Auftritte auf verschiedenen Festivals, so auch in Prag im Vorprogramm für Iron Maiden. Im Jahr 1999 verließ Schlagzeuger Herr Miler die Band und wurde durch Skull II. ersetzt. Im selben Jahr erschien über Happy Music außerdem das nächste Album Apokalismus. Im Sommer 2001 begannen die Arbeiten zum nächsten Album, das noch im selben Jahr unter dem Namen Steak bei Sokol’s Power Voice erschien. Im folgenden Jahr verließ Gitarrist Volák die Band, sodass die Band als Trio weitermachte, was sich erst im Jahr 2005 durch den wieder zur Band zurückkehrenden Trifid änderte. Im selben Jahr erschien das nächste Album Přerushit über Sokol’s Power Voice. Für das Lied Masoterian wurde zudem ein Musikvideo gedreht. 2005 spielte die Band außerdem auch unter anderem auf dem Basinfirefest. Im Jahr 2006 erschien die DVD XX let totálního massakru über Sokol’s Power Voice, welche die bisherige Bandgeschichte dokumentiert. Das nächste Album folgte im Jahr 2009 unter dem Namen Rwanda. Für das Lied mit demselben Titel wurde außerdem ein Musikvideo erstellt. Das Album wurde im ČSNO Blue Velvet 2 Studio in Hostivař, Prag, aufgenommen, wobei Standa Baroch das Album abmischte und Tonda Rauer es masterte. Im Jahr 2010 verließ Skull II. die Band und wurde im Mai durch Schlagzeuger Herr Miler ersetzt, welcher wieder zur Band zurückkehrte. Danach folgten Auftritte in Tschechien und der Slowakei. Im Mai 2011 trat die Band auf dem Sonisphere Festival auf.

## Stil
Die Band zählt zu den ältesten tschechischen Vertretern des Thrash-Metal-Genres. Die Musik auf ihren frühen Werken wird als aggressiv beschrieben und mit Slayer verglichen. Außerdem gibt es einige langsamere, dafür technisch anspruchsvollere Stücke. Das Debütalbum wird mit den Werken von den bereits genannten Slayer sowie Sepultura verglichen. Zudem werden vereinzelt Elemente aus dem Death Metal verarbeitet. Die Lieder auf dem zweiten Album Svět co zatočí s tebou sind eine Mischung aus aggressivem Thrash Metal und langsameren, schwereren Elementen. Auf Chytrá past wurden modernere Einflüsse aus dem Groove Metal deutlicher. Auf ihrem Album Rwanda spricht die Band Themen wie Krieg, Religion und die Emo-Kultur an, wobei letztere vom Gitarristen und Sänger Kolins als überbewertetes Phänomen bezeichnet wird.

## Diskografie
- Nukleární pozdravy (Demo, 1986, Eigenveröffentlichung)
- Vyznání smrti (Demo, 1988, Eigenveröffentlichung)
- Neuropatolog (Album, 1991, Monitor Records)
- Protest Live! (Live-Album, 1992, Monitor Records)
- Svět co zatočí s tebou (Album, 1992, Monitor Records)
- Chytrá past (Album, 1994, Popron Music)
- Vyhlazení (Album, 1995, Monitor Records)
- Pád do hrobu mrtvol (Album, 1998, Happy Music)
- Apokalismus (Album, 1999, Happy Music)
- Steak (Album, 2001, Sokol’s Power Voice)
- Přerushit (Album, 2005, Sokol’s Power Voice)
- XX let totálního massakru (DVD, 2006, Sokol’s Power Voice)
- Rwanda (Album, 2009, Sokol’s Power Voice)
- Vyznání smrti Live (Live-Album, 2011, Obscene Productions)